# برنچ، شهرستان برچ، میشیگان
برنج نخستین ستاد شهرستان برنچ، میشیگان بود که در سال ۱۸۳۱ برگماشته شد. بعدها نام این شهرک و شهرستان از جان برنچ ، که وزیر وقت نیروی دریایی ایالات متحده بود گرفته می شود. 

## تاریخچه
روستای میسوروز های آغازین به عنوان نخستین ستاد شهرستان برنچ در افتتاحیه منصوب می شود، بعدها این روستا به علت یک خطا رویه ای تصمیم باطل اعلام می شود و روستای آماده نشده آن زمان به عنوان نخستین کرسی برگماشته می شود. بعدها این روستا از بین می رود. 